# Ленара Османова
Ленара Шевкетовна Османова (на украински: Ленара Шевкетивна Османова; на кримскотатарски: Lenara Osmanova, известна и само като ЛЕНАРА (родена на 7 май 1986 г. в Ташкент) е украинска певица от кримскотатарски произход, „Заслужил артист на Украйна“ (2017) , „Заслужил артист на Автономна република Крим“ (2007).

## Биография
Родена в Ташкент. Баща ѝ е инженер, майка ѝ е учителка по музика. Ленара се премества през 1991 г. в Симферопол, където печели конкурса „Кримски звезди-91“. Завършва с отличие Симферополското училище за изкуство със специалност музикално изкуство и хореография, Киевското държавно училище за естрадно и цирково изкуство със специалност естраден вокал и Държавната академия за управление на кадри в културата и изкуството (магистър по вокални и педагогически дисциплини). Живее в Киев.
За активното си участие в културния живот на Украйна и високия си професионализъм е многократно награждавана с държавни награди на Автономна република Крим и град Киев: на Националния фонд „Украйна – деца“ в рамките на програмата „Надарените деца на Украйна“, благодарност на кмета на град Киев А. Омелченко, Почетна грамота на Президиума на Висшия съвет на Автономна република Крим.
С постановление от 5 февруари 2007 г. Ленара Османова е удостоена със званието Заслужил артист на Автономна република Крим.
През 2009 г. Ленара се появява на финала на националната селекция за Евровизия с песента „Flash“.

## Постижения
- Победител в конкурса „Мини-Мис Крим-93“.
- Носител на Голямата награда на фестивалите „На Черно море“, „Глория“, „Перлата на Крим“, „Шелли“, „Вълшебната свещ“, „Всички ние сме твои деца, Украйна!“, „Фант-лото-надежда“
- Финалист на програмата „Утринна звезда“ (Москва, 1997)
- Участник в шоуто „Малки звезди“ (Санкт Петербург, 1998)
- Носител на първа награда на конкурса „Светът на музиката“ (Флоренция, 2003)
- Носител на Голямата награда на Международния фестивал на народната култура (Сицилия, 2006)
- Носител на първа награда на международния конкурс „Star sprint“ (Рим, 2006)
- Носител на втора награда и носител на златния диск на конкурса „Бенгио-фестивал“ (Беневенто, 2006)
- От 1996 г. е член на Малката художествена академия на Автономна република Крим.